# Известия Мордовии
«Известия Мордовии» — республиканская газета на русском языке, издающаяся в Мордовии. Учредителями газеты являются Администрация Главы Республики Мордовия и Правительства Республики Мордовия, Государственное Собрание Республики Мордовия и Автономное учреждение Республики Мордовия по оказанию государственных услуг в сфере средств массовой информации "Известия Мордовии".
Выходит 3 раза в неделю (вторник, среда, пятница), прежде выходила ежедневно. 
Объем номеров за вторник и пятницу — от 8 до 12 страниц, номер за среду — от 20 страниц.
Тираж номера за среду составляет более 8 тысяч экземпляров. (в остальные дни меньше). Общий еженедельный тираж составляет более 11 тысяч экземпляров. 
Газета освещает общественно-политические, экономические и культурные аспекты жизни Мордовии. Кроме того, в ней публикуются официальные документы, принимаемые всеми ветвями власти Республики Мордовия.
Первый номер газеты вышел 28 августа 1918 года. Тогда она называлась «Известия Саранского Совета рабочих, крестьянских и красноармейских депутатов». Затем газета несколько раз меняла своё название: «Саранская правда», «Пролетарская газета», «Трудовая жизнь», «Красное Знамя», «Завод и пашня», «Красная Мордовия». В 1951 году стала называться «Советская Мордовия». В 1975 году тираж газеты достигал 75 тысяч экземпляров. В 1994 году газета получила своё нынешнее название.

## Награды
- Орден «Знак Почёта» (1968)
- Почётная грамота Президиума Верховного Совета РСФСР